# Billingsley (Alabama)
Billingsley falu az USA Alabama államának Autauga megyéjében. Lakosainak száma 125 fő (2020. április 1.).

## Népesség
A település népességének változása:
| Lakosok száma | 116  | 144  | 125  |
|               | 2000 | 2010 | 2020 |